# دنیل کلرک

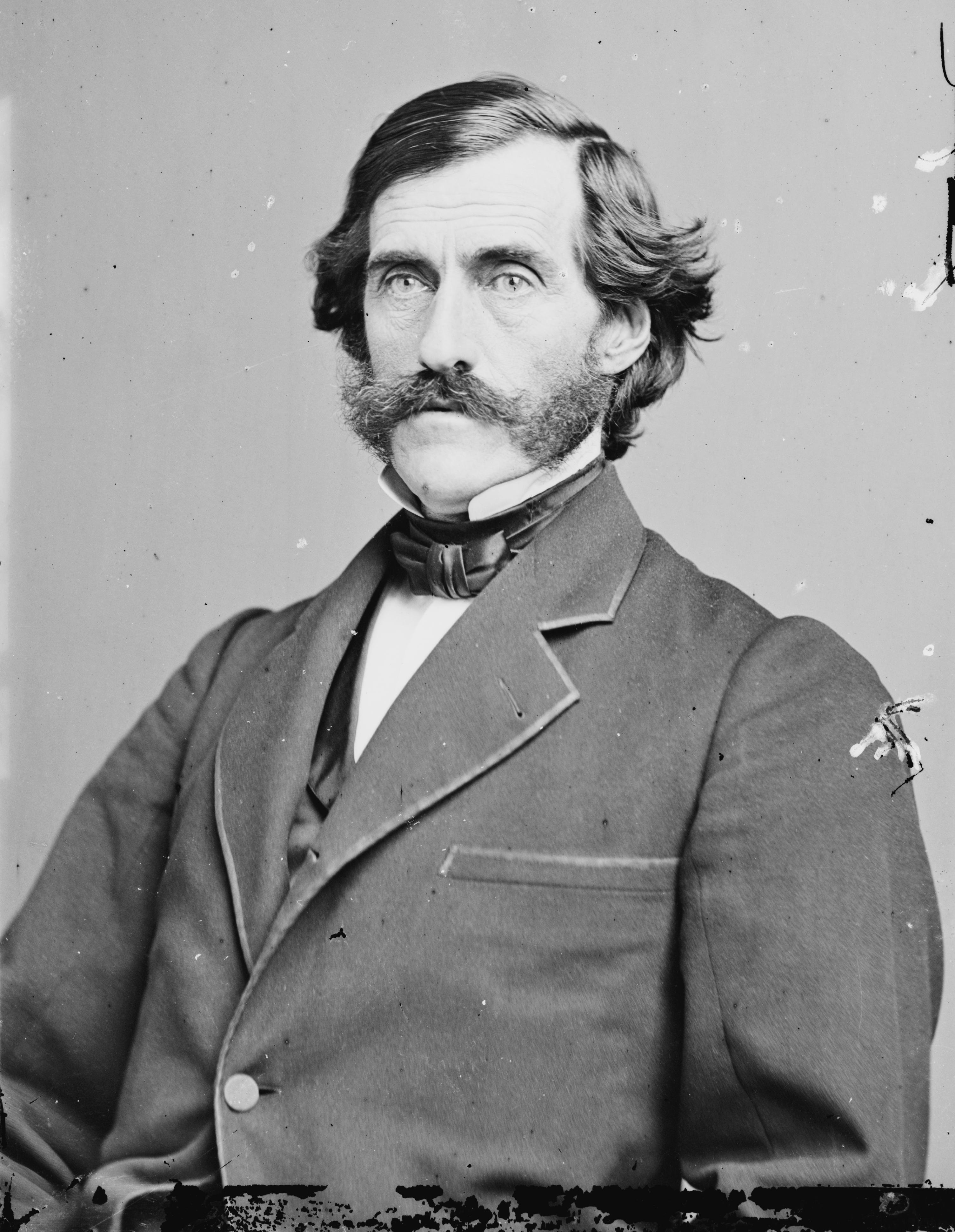
دنیل کلرک

دنیل کلرک (به انگلیسی: Daniel Clark) سناتور سابق عضو حزب جمهوری‌خواه ایالات متحده آمریکا بود. وی در سال ۱۸۵۷ تا ۱۸۶۶ میلادی سناتور ایالت نیوهمپشایر در سنای ایالات متحده آمریکا بود.